# Tales of Legendia
Tales of Legendia (テイルズ オブ レジェンディア?, Teiruzu obu Rejendia) è un videogioco di ruolo sviluppato e pubblicato dalla Namco per console PlayStation 2. È stato messo in commercio in Giappone il 25 agosto 2005 e negli Stati Uniti il 7 febbraio 2006. Il genere caratteristico di Tales of Legendia è chiamato RPG Where Bonds Spin Legends (絆が伝説を紡ぎだすRPG?, Kizuna ga densetsu o tsumugidasu RPG). È il settimo capitolo nella saga videoludica Tales of. La storia del gioco si sviluppa su una nave simile ad un'isola.